# 帕特里斯·弗朗切斯奇
帕特里斯·弗朗切斯奇（法語：Patrice Franceschi，1943年1月2日—）出生於法國普羅旺斯-阿爾卑斯-蔚藍海岸大區瓦爾省的土倫，是著名的航海探險家。

## 生平
青少年時期的他，就曾經前往南美洲的圭亞那和巴西，是他人生對於冒險的啟蒙。成年後他和其他三位同伴前往剛果探險。1978年，他從尼羅河的源頭啟程，騎著駱駝穿越埃及沙漠；同時期也前往喜馬拉雅山和尼羅河，1970年為了救援中國海偷渡的難民，他學會駕駛輕型飛機，同時也成為第一位使用輕型飛機環遊世界的人。
20世紀他到過非洲的新幾內亞，以飛行或是陸路的方式展開探險，1980年其人參與蘇阿戰爭，在中東的各種衝突裡面，他的立場始終是支持庫德族，特別是敘利亞內的庫德族民族運動。21世紀之後，他在波士尼亞與赫塞哥維納、庫德斯坦、索馬利亞等地，執行過多次的人道救援任務。
2003年他購買三桅帆船《La Boudeuse》號，並完成超過20次的環球探險。2009年2月，帕特里斯·弗朗西斯基參與法國生態部的計畫，2011年起和民間組織技術合作暨發展署合作，共同目標是為重大環境、氣候等大尺度的問題，希望做出改善和貢獻。

## 出版品
- 1977年：《Quatre du Congo》
- 1977年：《Premières expéditions》
- 1978年：《Au long cours》
- 1979年：《L'Exode vietnamien》
- 1980年：《Ils ont choisi la liberté》
- 1984年：《Guerre en Afghanistan》
- 1987年：《Un capitaine sans importance》
- 1987年：《La Folle Équipée》
- 1991年：《Qui a bu l'eau du Nil》
- 1990年：《Raid Papou》
- 1991年：《Paona : une orpheline dans la tourmente roumaine》
- 1991年：《Chasseur d'horizon : vivre autrement》

## 受獎
- 2001年  法國榮譽軍團勳章
- 2019年  海事功績勳章
- 2022年  藝術與文學勳章[9]